# Are You Bored Yet?
Are You Bored Yet? è un singolo del gruppo musicale statunitense Wallows, pubblicato il 1º febbraio 2019 come primo estratto dal primo album in studio Nothing Happens.
Il brano vede la partecipazione della cantautrice statunitense Clairo.

## Video musicale
Il video musicale, reso disponibile in concomitanza con l'uscita del brano, include la presenza di Noah Centineo.

## Tracce
Testi e musiche di Braeden Lemasters, Cole Preston, Dylan Minnette e Claire Cottrill.
Download digitale
1. Are You Bored Yet? (feat. Clairo) – 2:58

Download digitale – Remixes
1. Are You Bored Yet? (feat. Clairo) (Sachi of Joy Again Remix) – 2:35
2. Are You Bored Yet? (feat. Clairo) (Big Data Remix) – 2:44

Download digitale – Mura Masa Remix
1. Are You Bored Yet? (feat. Clairo) (Mura Masa Remix) – 3:16

## Formazione
Gruppo
- Dylan Minnette – voce
- Braeden Lemasters – chitarra
- Cole Preston – basso, batteria, chitarra

Altri musicisti
- Clairo – voce aggiuntiva
- John Congleton – programmazione della batteria

Produzione
- John Congleton – produzione, ingegneria del suono
- Sean Cook – ingegneria del suono aggiuntiva
- Stefan Mac – ingegneria del suono aggiuntiva
- Ashlin Torke – ingegneria del suono aggiuntiva
- Tchad Blake – missaggio
- Joe LaPorta – mastering

## Classifiche
| Classifica (2020) | Posizione massima |
| ----------------- | ----------------- |
| Irlanda           | 59                |
| Lituania          | 82                |
| Regno Unito       | 65                |
| Stati Uniti       | 112               |